# Mura e porte urbane di Legnano
Le mura e le porte urbane di Legnano sono state la parte costitutiva di un sistema difensivo militare a servizio di Legnano, comune della città metropolitana di Milano, in Lombardia.
Utilizzate nel Medioevo e completate dal castello dei Cotta, sono state uno dei protagonisti della battaglia di Legnano, scontro armato avvenuto il 29 maggio 1176 tra l'esercito imperiale di Federico Barbarossa e le truppe della Lega Lombarda guidate da Guido da Landriano.

## La funzione strategica di Legnano

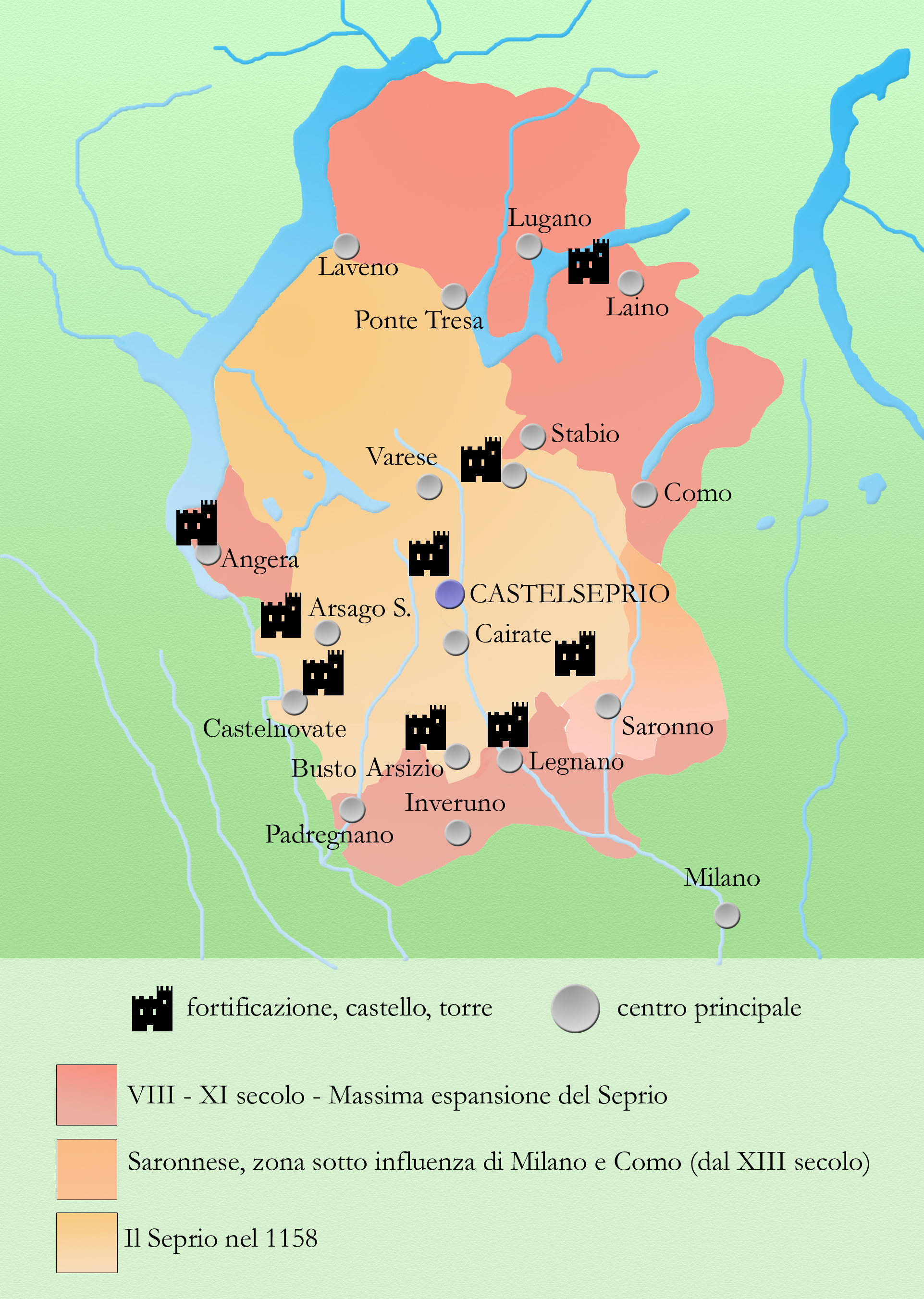
Mappa del Seprio

Legnano, dal Medioevo al XVI secolo, fu strategicamente importante da un punto di vista militare: il borgo si trovava infatti lungo un'importante strada che costeggiava l'Olona. Questa via di comunicazione ricalcava a sua volta una strada romana costruita nel I secolo, la via Severiana Augusta, che congiungeva Mediolanum (la moderna Milano) con il Verbannus Lacus (il Lago Verbano, ovvero il Lago Maggiore). La moderna strada del Sempione, realizzata durante l'epoca napoleonica, riprende nel suo tracciato l'antica strada in uso in epoca romana e medievale.
La difesa di Legnano era importante perché una sua eventuale conquista poteva consentire ai nemici di Milano di accedere facilmente al contado milanese nord-occidentale per via del fatto che si trovasse allo sbocco della Valle Olona, che termina a Castellanza e di puntare, grazie a questa strada, al capoluogo meneghino. Nel Medioevo Legnano, sebbene appartenesse formalmente al Seprio, gravitava infatti intorno a Milano. Il legame tra Milano e la città del Carroccio non fu solo militare, ma anche economico: infatti, Legnano e gli altri contadi che gravitavano intorno al capoluogo meneghino, fornivano a Milano anche parte delle derrate alimentari prodotte.
Nell'Alto Medioevo Legnano si presentava come una cittadella fortificata formata dalla chiesa di San Salvatore, cioè dall'edificio religioso a cui la comunità legnanese faceva riferimento prima della costruzione della basilica di San Magno, dal castello dei Cotta, che era la sede del potere politico, e da un piccolo gruppo di case raccolte intorno alla piazza che sorgeva di fronte alla chiesa di San Salvatore, il tutto racchiuso da mura difensive e da un fossato allagabile.
La forma del centro abitato della Legnano altomedievale era ancora riconoscibile dal profilo della città disegnato sulla mappa del Catasto Teresiano, che venne realizzata nel 1722, mentre l'andamento di parte delle mura medievali è identificabile ancora nel XXI secolo seguendo il percorso delle moderne vie Palestro, Giulini e Corridoni.

## Il sistema difensivo

### Le mura e il fossato

Piazza San Magno (all'epoca "piazza Umberto I") a Legnano all'inizio del XX secolo. L'edificio sullo sfondo, davanti alla ciminiera della Manifattura di Legnano, è stato demolito per poter permettere la costruzione della Galleria INA

Legnano, nell'Alto Medioevo, era circondata da un fossato non molto profondo e allagabile che aveva origine all'altezza della moderna piazza 4 novembre e che prelevava l'acqua da una derivazione proveniente da una diramazione naturale del fiume Olona, l'Olonella. Descrivendo un largo perimetro, il fossato riconfluiva nel corso principale del fiume tra le moderne vie Corridoni e Ratti. All'interno di questa prima opera di difesa, esisteva un muraglione spesso circa 1 metro che correva, per un tratto, parallelo al fossato. Oltre che per la perdita di utilità, il fossato fu poi interrato per un altro motivo: sottraeva acqua al funzionamento dei mulini sorti lungo l'Olona.
Di queste fortificazioni e del castello dei Cotta si sono trovati i resti durante due campagne scavi avvenute dal 1951 al 1954 e nel 1955 tra l'erigenda Galleria INA e un'area adiacente situata poco più a nord verso corso Garibaldi. In particolare, per quanto riguarda il muraglione, si sono trovate tracce della sua parte meridionale, mentre di quella settentrionale, che doveva essere a nord dell'abitato, all'altezza dell'attuale sede storica della Banca di Legnano e in corrispondenza dell'antica chiesa di Sant'Agnese, poi scomparsa, non ne sono stati trovati i resti.
Secondo alcuni studi questo sistema difensivo venne costruito tra il X e il XI secolo: inizialmente era costituito, con ogni probabilità, da una palizzata in legno, mentre la realizzazione del fossato e delle mura in mattoni a difesa dell'abitato potrebbe essere stata eseguita a metà del XIII secolo da Leone da Perego oppure forse già nel secolo precedente. Per quanto riguarda la realizzazione del fossato, su un documento dell'epoca si può leggere:
(Documento del XIII secolo che attesta la realizzazione del fossato a difesa di Legnano)
Le mura e il fossato furono presumibilmente rafforzati da Ottone Visconti nella seconda parte del XIII secolo. Secondo altri studi, fu invece Ottone Visconti, e non Leone da Perego, a realizzare le mura in mattoni.

### Le porte

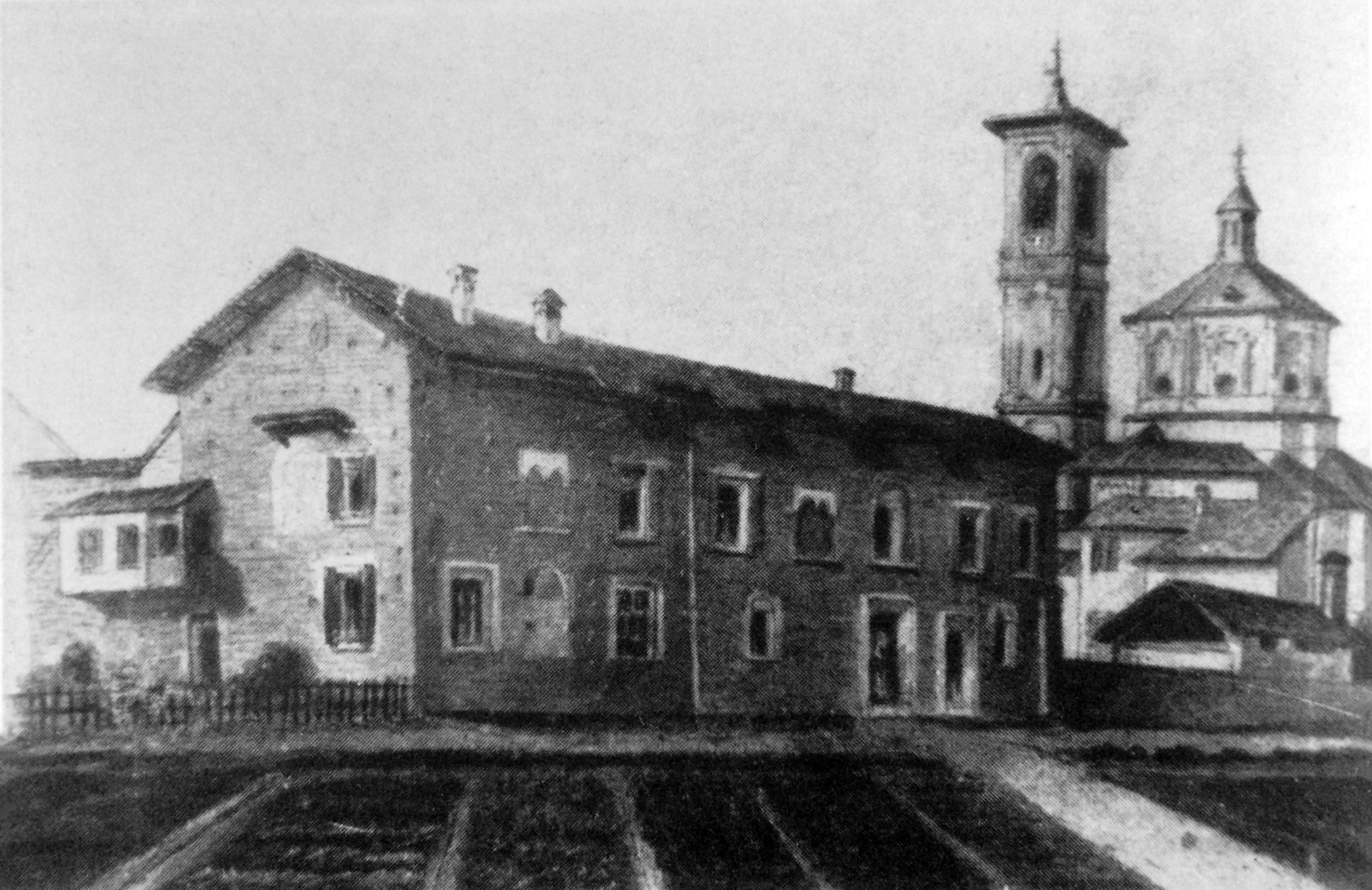
L'antico palazzo Leone da Perego medioevale in un acquarello di Giuseppe Pirovano. sullo sfondo, la basilica di San Magno

L'agglomerato urbano principale di Legnano era sviluppato con forma allungata seguendo la direttrice tracciata da una strada che costituiva, insieme alla già citata strada realizzata dagli antichi Romani che attraversava Legnanello, borgo separato e indipendente dall'abitato principale di Legnano, il principale sistema di comunicazione con la zona circostante. Legnanello è infatti uno dei due nuclei originari della moderna Legnano. Fin dall'epoca medievale Legnano era divisa in due parti: l'agglomerato più grande e importante ubicato sulla riva destra dell'Olona e che corrisponde al moderno centro della città (la cosiddetta Contrada Granda, in dialetto legnanese) e un borgo più piccolo, Legnanello, sulla riva sinistra del fiume, lungo l'Olonella. I due centri abitati si sono poi saldati in un unico conglomerato urbano con l'espansione edilizia del XX secolo.

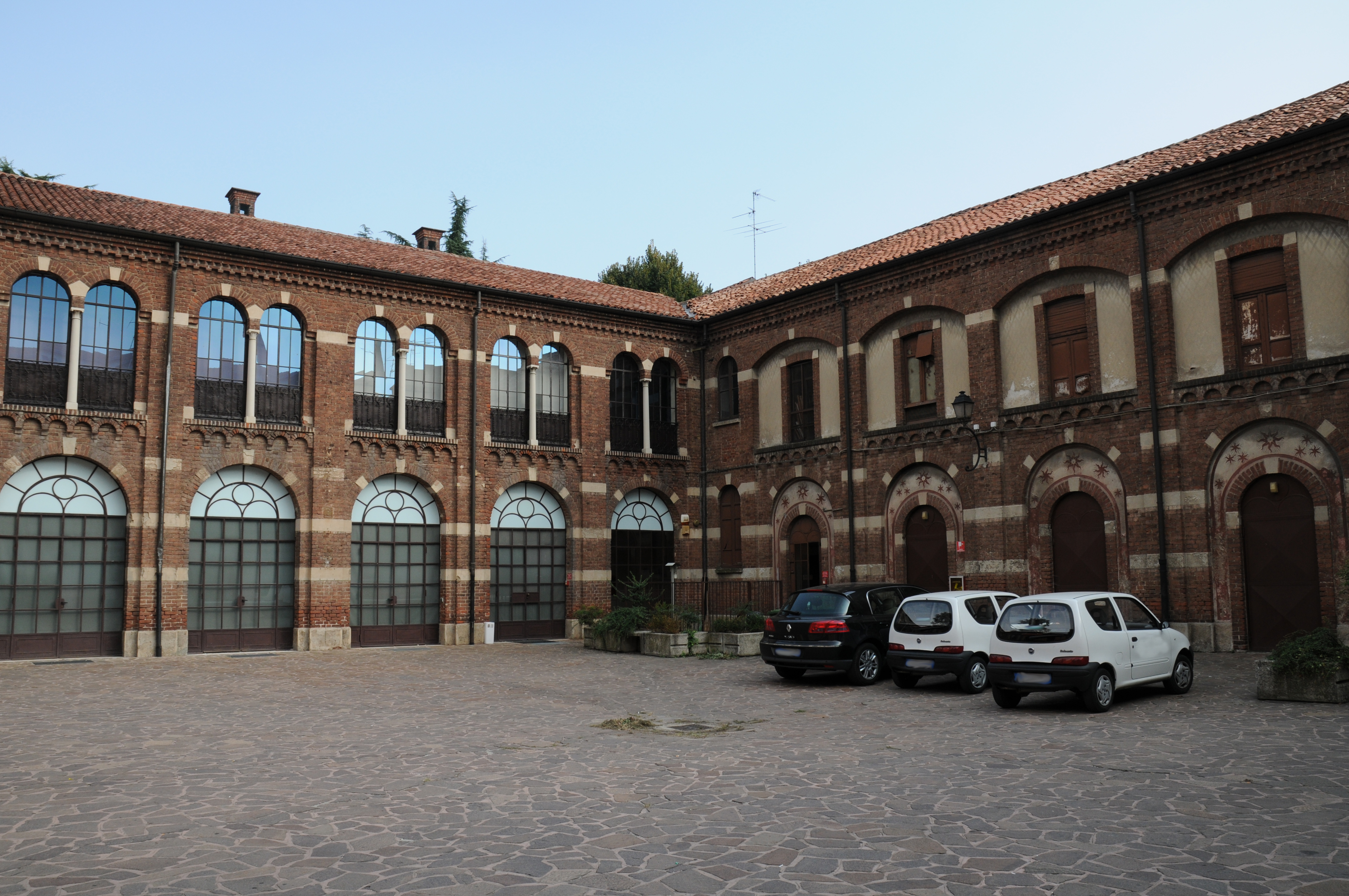
La moderna Corte Arcivescovile di Legnano. Sulla sinistra, palazzo Leone da Perego, sulla destra, palazzo Visconti

La strada passante per l'abitato principale, che seguiva anch'essa il percorso dell'Olona e che corrisponde ai moderni corso Magenta e Garibaldi, attraversava l'agglomerato urbano da nord a sud; questa strada proveniva dalla Valle Olona e metteva in comunicazione Castellanza, Legnano, il moderno quartiere legnanese Costa di San Giorgio e Milano; all'ingresso e all'uscita da Legnano, in corrispondenza delle mura, furono costruite due porte di accesso di cui una, conosciuta come "Porta di Sotto", fu demolita nel 1818 perché rendeva difficoltosa la circolazione dei carri degli agricoltori.
Era situata a sud dell'abitato, di cui costituiva il confine meridionale, circa a metà del tratto del moderno corso Magenta compreso tra piazza San Magno e via Giulini, che all'epoca si chiamava via Porta di Sotto, poco più avanti dell'ingresso di palazzo Leone da Perego, che fu ricostruito alla fine del XIX secolo sulle vestigia di un omonimo palazzo medievale, e vicino all'antico castello dei Cotta. La "Porta di Sotto", che era arricchita da un affresco cinquecentesco, si presentava come un'apertura ad arco al di sopra del quale era stato ricavato un passaggio coperto che collegava il complesso architettonico formato da Palazzo Leone da Perego e dall'adiacente palazzo Visconti al castello dei Cotta e – dopo la demolizione di quest'ultimo – a una costruzione situata dall'altra parte del moderno corso Magenta.
A nord era presumibilmente situata una "Porta di Sopra" della quale, però, non sono rimaste testimonianze tangibili, dato che fu verosimilmente abbattuta in tempi più remoti. L'abitato di Legnano, probabilmente, non si limitava al gruppo di abitazioni racchiuso nelle mura, ma si estendeva anche oltre, presumibilmente verso nord, cioè dove si trova la moderna chiesa di San Domenico e a ovest, ovvero verso la moderna chiesa di Sant'Ambrogio.

### Il castello dei Cotta

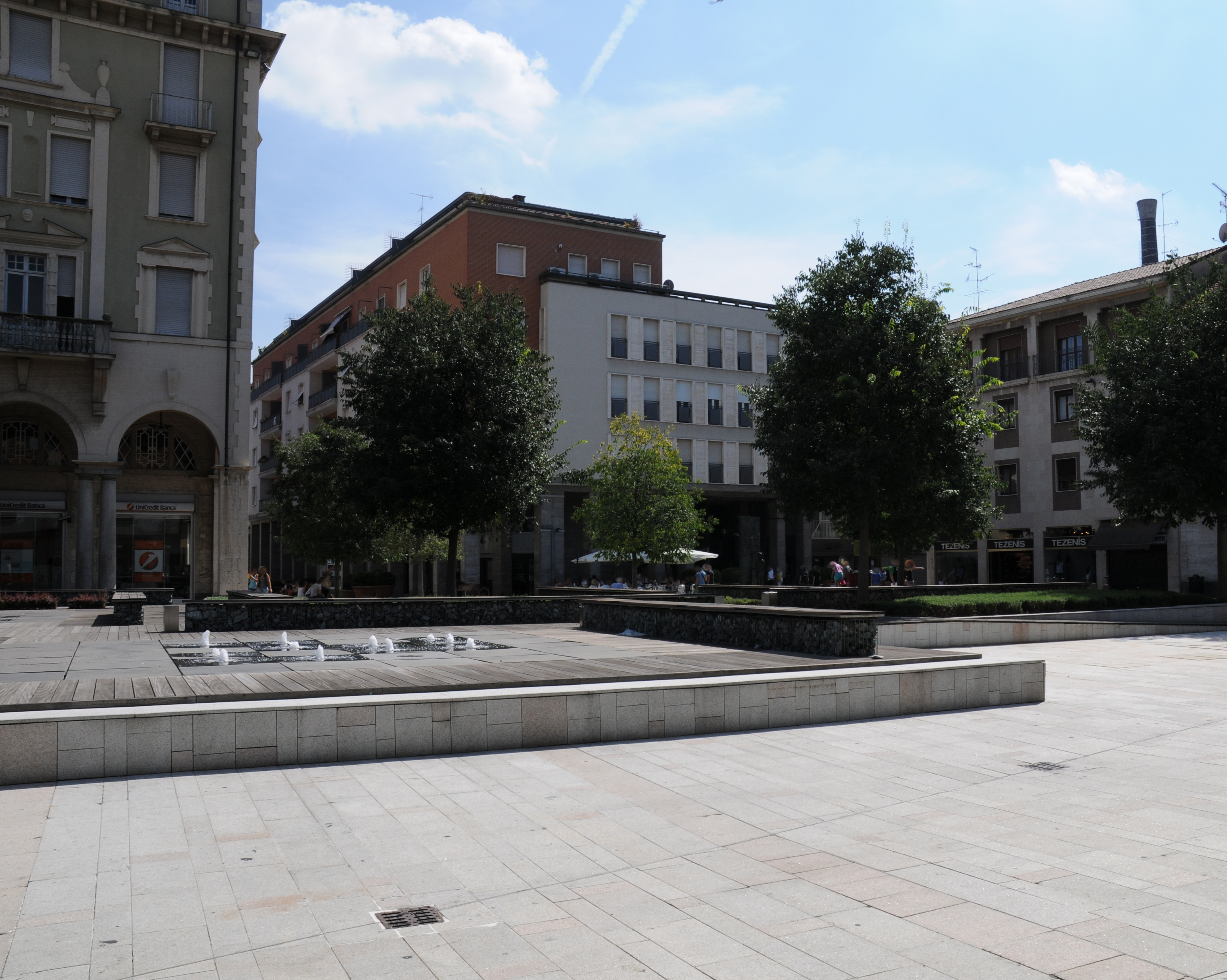
Sullo sfondo e al centro, dietro l'alberatura, la Galleria INA di Legnano

Il castello dei Cotta, maniero a guardia delle mura e delle porte di Legnano, fu edificato molto probabilmente nel X secolo per contrastare le incursioni degli Ungari. Il primo nucleo del maniero fu presumibilmente una torre di avvistamento, a cui si aggiunse una cita muraria: la sua struttura era quindi molto semplice. Nell'XI secolo quest'ultima fu completata dall'aggiunta di un vero e proprio palazzo fortificato. Il castello dei Cotta aveva una forma rettangolare di 22 m per 6,5 m e possedeva vari ambienti che erano destinati alle guarnigioni ed al capitano d'arme. Il castello dei Cotta è stato poi uno degli avamposti militari utilizzati dalla Lega Lombarda, nell'occasione guidata da Guido da Landriano, durante la battaglia di Legnano (29 maggio 1176).

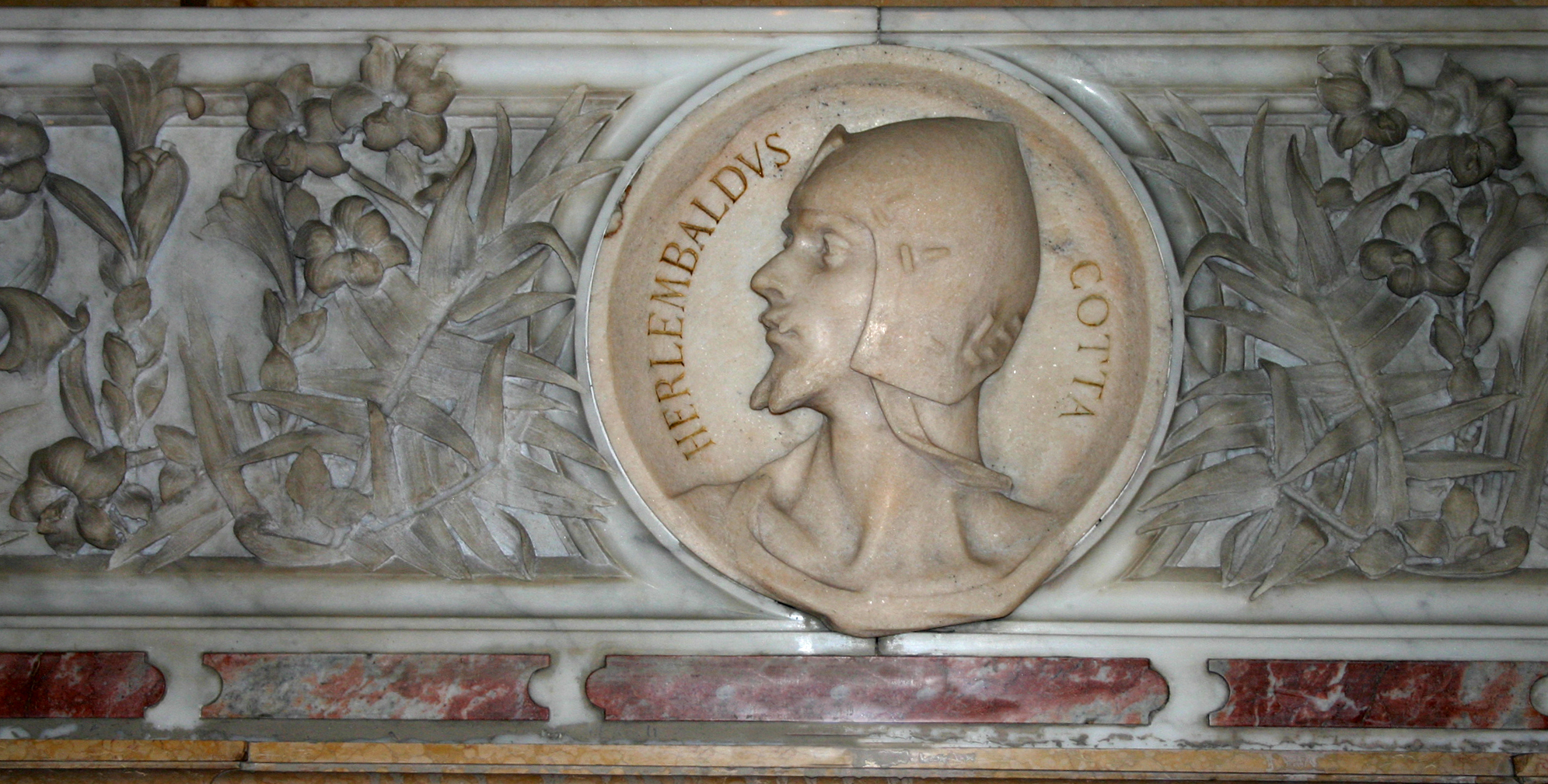
Medaglione raffigurante Erlembaldo II Cotta nella basilica di San Calimero a Milano

La graduale fortificazione del complesso fu opera della famiglia Cotta. Questa famiglia era vassalla dell'arcivescovo di Milano e partecipò alla lotta di quest'ultimo contro il contado del Seprio. I primi Cotta ad insediarsi a Legnano nel castello furono Amizio e suo figlio Erlembaldo nel 1014. In seguito il castello fu posseduto da due discendenti di Amizio ed Erlembaldo, Landolfo e Erlembaldo II.
Successivamente la famiglia Cotta sparì dagli annali e dalle cronache: a metà del XII secolo il potere su Legnano era esercitato solo dall'arcivescovado. Infatti, su un documento del 29 luglio 1148, si può leggere che anche "Legniano" era nell'orbita dell'arcivescovo di Milano, prerogativa concessa da papa Eugenio III.

## La demolizione
La loro demolizione è verosimilmente ascrivibile entro il XIV secolo: infatti, dal Notitie Cleri Mediolanensi del 1398, cioè dall'elenco degli edifici religiosi presenti nel Milanese che puntualmente veniva compilato dalla Chiesa, risulta che sull'area occupata dalla moderna Galleria INA, in luogo del castello dei Cotta e del muraglione, fossero situati il convento degli Umiliati e la chiesa di Santa Maria del Priorato, che sono stati demoliti nel 1953 proprio per lasciare spazio alla galleria legnanese. Il fossato esistette invece almeno fino al XV secolo, come testimoniato dal cronista Bernardino Corio, che definì questa opera di difesa come una "grandissima fossa".

### Esplicative
1. ↑  Il pittore legnanese non fu però testimone del soggetto dipinto. Cfr. Legnano. Una città, la sua storia, la sua anima, p. 101.
2. ↑  Vedere i testi citati in bibliografia.
3. ↑  Cfr. le due topografie di Legnano (datate 1850 e 1904) che sono presenti nel testo Profilo storico della città di Legnano a p. 348 e a p. 349.
4. ↑  Cfr. la mappa di Legnano presente sul testo Il Palio di Legnano : Sagra del Carroccio e Palio delle Contrade nella storia e nella vita della città a p. 30.

### Bibliografiche
1. 1 2  Autori vari, p. 17.
2. 1 2 3 4  Agnoletto, p. 32.
3. ↑  Ferrarini, p. 45.
4. ↑   Regione Lombardia - ARPA - Contratto di fiume Olona Bozzente Lura - Rapporto del primo anno di lavoro (PDF), su contrattidifiume.it. URL consultato il 19 aprile 2017 (archiviato dall'url originale il 6 marzo 2016).
5. ↑  D'Ilario, p. 83.
6. ↑  Autori vari, p. 18.
7. ↑  Agnoletto, p. 38.
8. ↑  D'Ilario, p. 20.
9. ↑  D'Ilario, p. 35.
10. 1 2  D'Ilario, p. 23.
11. 1 2 3 4 5 6 7 8 9  D'Ilario, p. 211.
12. 1 2  Ferrarini, p. 96.
13. 1 2 3 4  Agnoletto, pp. 32-33.
14. 1 2 3 4  D'Ilario, p. 213.
15. 1 2  Ferrarini, p. 58.
16. ↑  Autori vari, p. 21.
17. ↑  Autori vari, p. 25.
18. ↑  Agnoletto, pp. 31-33.
19. ↑  Agnoletto, p. 31.
20. ↑  D'Ilario, p. 215.
21. 1 2  Ferrarini, p. 101.
22. ↑  D'Ilario, p. 216.
23. ↑  Agnoletto, p. 33.
24. ↑  Ferrarini, p. 48.
25. 1 2 3  Ferrarini, p. 49.
26. ↑   L'antica chiesa di Santa Maria del Priorato del convento dei frati Umiliati, su legnano.org. URL consultato il 19 aprile 2017 (archiviato dall'url originale il 21 maggio 2007).
27. ↑  D'Ilario, p. 230.
28. ↑  Autori vari, p. 32.